# Ecobank
Ecobank, waarvan de officiële naam Ecobank Transnational Inc (ETI) luidt, is een Afrikaans bankconglomeraat met bankactiviteiten in 33 Afrikaanse landen. Het is de belangrijkste onafhankelijke regionale bankgroep in West- en Centraal-Afrika, die zowel groot- als kleinhandelaren bedient. De bank heeft ook dochterondernemingen in Oost- en Zuidelijk Afrika.
ETI heeft een filiaal in Frankrijk, en vertegenwoordigingen in China, Dubai, Zuid-Afrika en het Verenigd Koninkrijk.

## Geschiedenis
ETI naamloze vennootschap werd in 1985 opgericht als bankholding, op initiatief van de Federation of West African Chambers of Commerce and Industry, met de steun van de Economische Gemeenschap van West-Afrikaanse Staten (ECOWAS). Begin jaren tachtig was het bankwezen in West-Afrika nog gedomineerd door buitenlandse banken en staatsbanken. Er waren nauwelijks commerciële banken in West-Afrika die eigendom waren van en beheerd werden door de Afrikaanse privésector. ETI werd opgericht om dit vacuüm op te vullen.
De bank was onderwerp van controverses, na onthullingen in het onderzoek van Congo Hold-up, en publiek bekendgeraakte bestuurscrises.